# شینجوکو نی-چومه

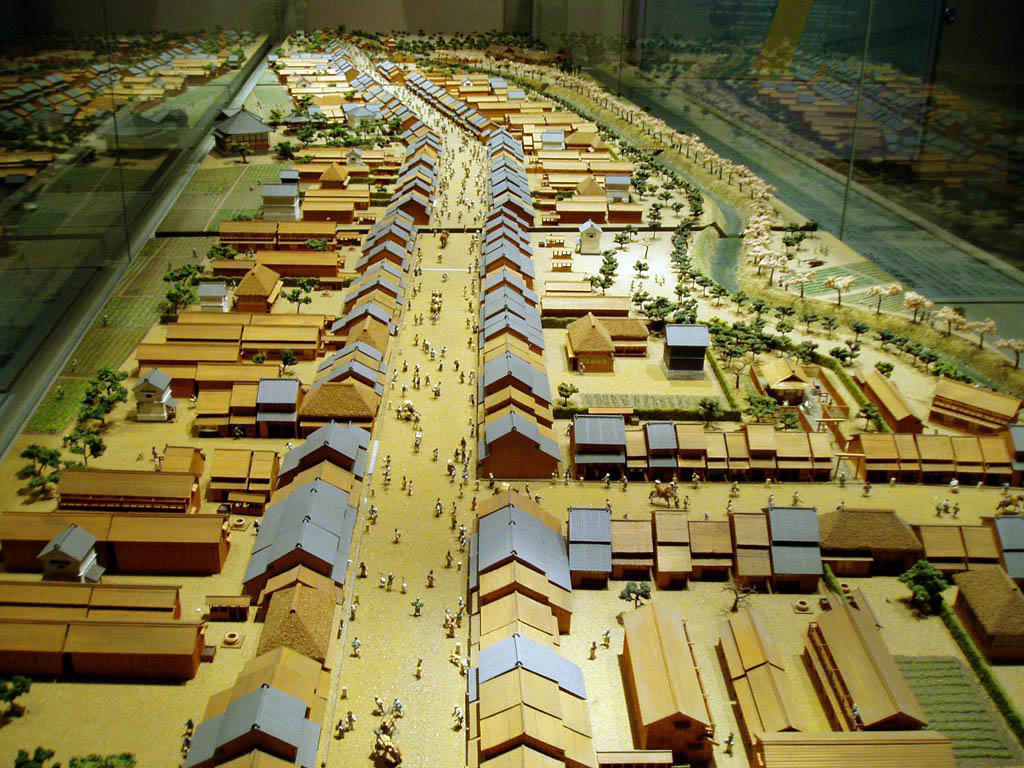
مدل بازسازی شده از شینجوکو در دوره ادو.

شینجوکو نی-چومه (به ژاپنی: (新宿二丁目 Shinjuku Ni-chōme) یکی از محله‌های توکیو پایتخت ژاپن است که در منطقهٔ شینجوکو واقع شده‌است. 

## ایستگاه راه آهن
- متروی توئی، خط شینجوکو، ایستگاه شینجوکو سان-چومه
- متروی توکیو، خط مارونواوچی
- متروی توکیو، خط فوکوتوشین